# سارة برغر ستيرنز
سارة برغر ستيرنز (30 نوفمبر، 1863 – 26 أكتوبر، 1904) هي مصلحة اجتماعية وقائدة في حركة حق المرأة في الاقتراع في ولاية مينيسوتا الأمريكية. شاركت في تأسيس جمعية مينيسوتا لحق المرأة في الاقتراع وشغلت منصب أول رئيس لها.

## حياتها المبكرة وتعليمها
ولدت سارة برغر في مدينة نيويورك في 30 نوفمبر في عام 1836. انتقلت عائلتها في عام 1845 إلى آن آربر في ميشيغان، وبعد ذلك، إلى كليفلاند، أوهايو. حضرت برغر مؤتمرًا وطنيًا لحق المرأة في الاقتراع في كليفلاند وهي في سن الرابعة عشرة، حيث استمعت إلى خطابات كل من لوكريشا موت ولوسي ستون وقادة وطنيين آخرين. نظمت برغر في عام 1858 اثنتي عشرة شابة لتقديم أول طلب رسمي من قبل النساء، لقبولهن في جامعة ميشيغان في آن آربر. كان الرد الذي تلقته النسوة: «يبدو أنه من غير المناسب في الوقت الحالي، أن تقبل الجامعة سيدات ضمن حرمها». استمر النقاش في هذا الشأن حتى عام 1869 عندما قُبلت النساء في الجامعة (لكن ستيرنز لم تُقبل).
حصلت ستيرنز على منصب مدرّسة للغة اليونانية واللاتينية في أكاديمية ما. وبعد عام تقدمت بطلب إلى جامعة ميشيغان مرة أخرى ورُفضت من جديد. التحقت ستيرنز بمدرسة الدولة العادية في يبسيلانتي في ميشيغان وتخرجت منها.
تزوجت سارة الملازم أوزورا ب. ستيرنز في عام 1863، وكانت قد التقته قبل خمس سنوات. بعد الزواج، وحين كان زوجها في الجيش، عملت سارة كمرشدة روحية في مدرسة دينية للشابات في مونرو، ميشيغان. ألقت سارة كذلك محاضرات لصالح جمعيات مساعدة الجنود واللجنة الصحية. ودُعيت لإلقاء محاضرة أمام أخوية ثيودور باركر (رابطة اجتماعية دينية) في بوسطن؛ وكانت محاضرتها بعنوان «الإساءات بحق النساء وإنصافهن». قامت كذلك بتدريس المستعْبَدين المحرَرين حيث كان زوجها (الكولونيل ستيرنز) متمركزًا مع قواته.

## حق النساء في الاقتراع في مينيسوتا
في عام 1866، انتقل آل ستيرنز من ميشيغان إلى روتشيستر، مينيسوتا، وواصلت سارة إلقاء محاضرات حول مواضيع مثل «المرأة والوطن» و«المرأة والجمهورية»، وكتبت مقالات صحفية عن التعليم.
وجهت ستيرنز وماري كولبورن (و «أصدقاء المساواة») التماسًا إلى الهيئة التشريعية، لإجراء تعديل وشطب كلمة ذكر من قسم دستور ولاية مينيسوتا الذي يمنح حق التصويت «لكل شخص ذكر»، كوسيلة لمنح المرأة أيضًا الحق في التصويت. عُقدت جلسة استماع لحجج ستيرنز وكولبورن أمام لجنة تشريعية في عام 1867، ولكن في النهاية، فشل مشروع القانون في اللجنة (بموافقة صوت واحد فقط) ولم يُتخذ أي إجراء.
في عام 1869، سافرت سوزان ب. أنتوني عبر الغرب، مشجعةً النساء على تأسيس فروع محلية للجمعية الوطنية للمطالبة بحق المرأة في الاقتراع. فأسست ستيرنز وكولبورن بعد زيارتها، أولى الجمعيات لدعم حق المرأة في الاقتراع في مينيسوتا: ستيرنز في روتشيستر مع 50 عضو، وكولبورن في تشامبلين.
انتقل آل ستيرنز إلى دولوث، مينيسوتا في عام 1872. فنظمت سارة جمعية أخرى لحق الاقتراع، هي جماعة دولوث لحق المرأة في الاقتراع، وشغلت منصب رئيس لها منذ عام 1881 وحتى عام 1893. دعمت ستيرنز حركة الاعتدال وعملت كعضو في مجلس إدارة مدرسة دولوث لمدة ثلاث سنوات، وكانت نائبة رئيس مينيسوتا لجمعية النهوض بالمرأة لعدة سنوات. وصِفت ستيرنز في إحدى الصحف المحلية بأنها تمثل «قوة في مجتمع شباب دولوث خاصة، وفي ولاية مينيسوتا عامة».
في عام 1875، عُدّل دستور مينيسوتا للسماح للنساء البالغات من العمر 21 عامًا أو أكثر، بالتصويت في «أي اقتراع يُجرى بغرض اختيار أي من موظفي المدارس، أو بناءً على أي تدبير يتعلق بالمدارس، وقد ينص الدستور أيضًا على أن أي امرأة تحقق هذا الشرط، هي لا بد مؤهلة لشغل أي منصب يتعلق بإدارة المدرسة فقط».